# Léon Winiarski
Léon Winiarski (* 1865; † 1915) war ein polnischer Soziologe und Sozialökonom.
Léon Winiarski war Schüler von Vilfredo Pareto. 1886 studierte er an der Warschauer Universität. Später studierte er in Paris und London. Von 1894 bis 1900 lehrte er Soziale Mechanik / Bewegung an der Universität von Genf. In dieser Zeit verfasste er drei Bücher der theoretischen Soziologie und Ökonomie. 1903 lehrte er als Professor Finanzierung und Statistik an der Lausanner Universität.